# Energieversorgung Oberhausen
Die Energieversorgung Oberhausen AG (evo) ist seit 1971 das örtliche Energiedienstleistungsunternehmen für die Stadt Oberhausen, das seine Kunden mit Strom, Erdgas und Fernwärme versorgt und weitere energienahe Dienstleistungen erbringt. Die gesamte Kundenzahl beträgt mehr als 127.000. Die evo verfügt über zwei eigene Heizkraftwerke und ein Biomasse-Heizkraftwerk. Alle drei produzieren elektrische (Strom) und thermische (Wärme) Energie per umwelt- und ressourcenschonender Kraft-Wärme-Kopplung.

## Eigentumsverhältnisse und Geschichte

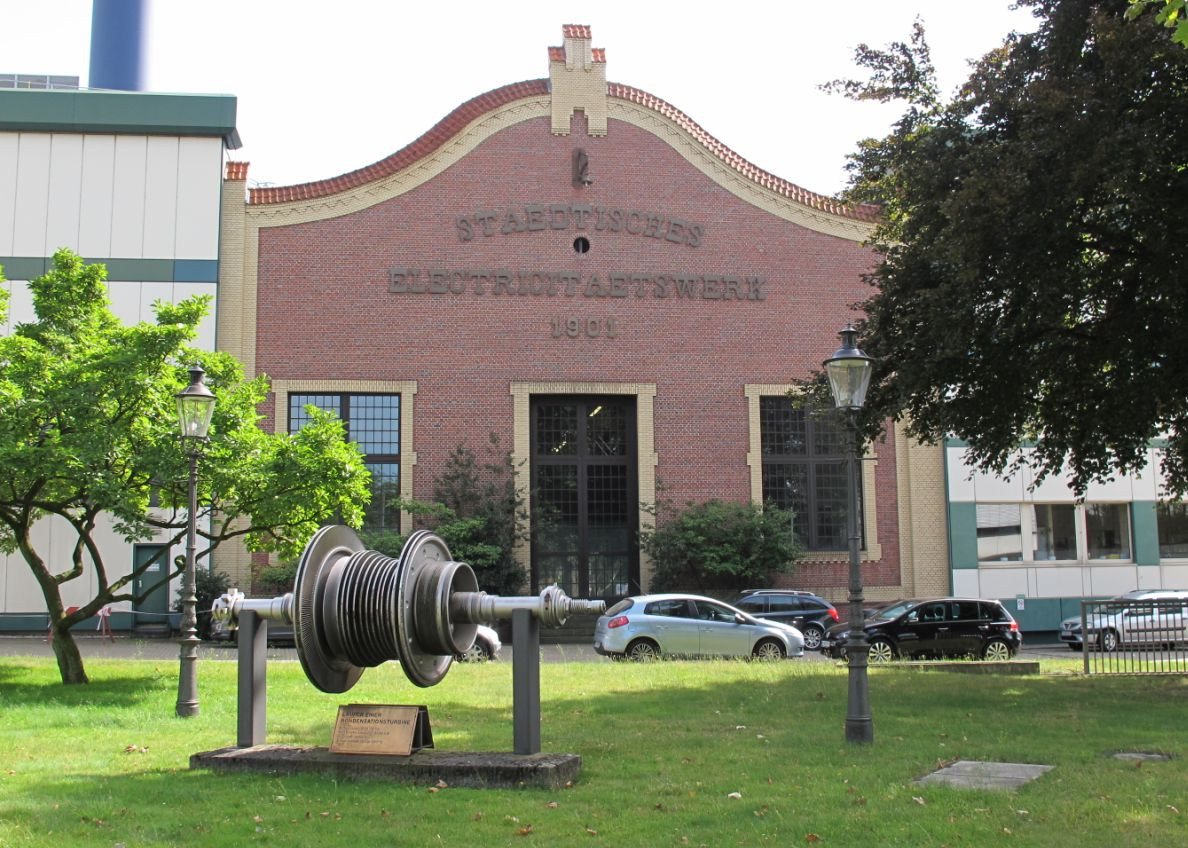
Heizkraftwerk Alt-Oberhausen: historische Fassade der Maschinenhalle

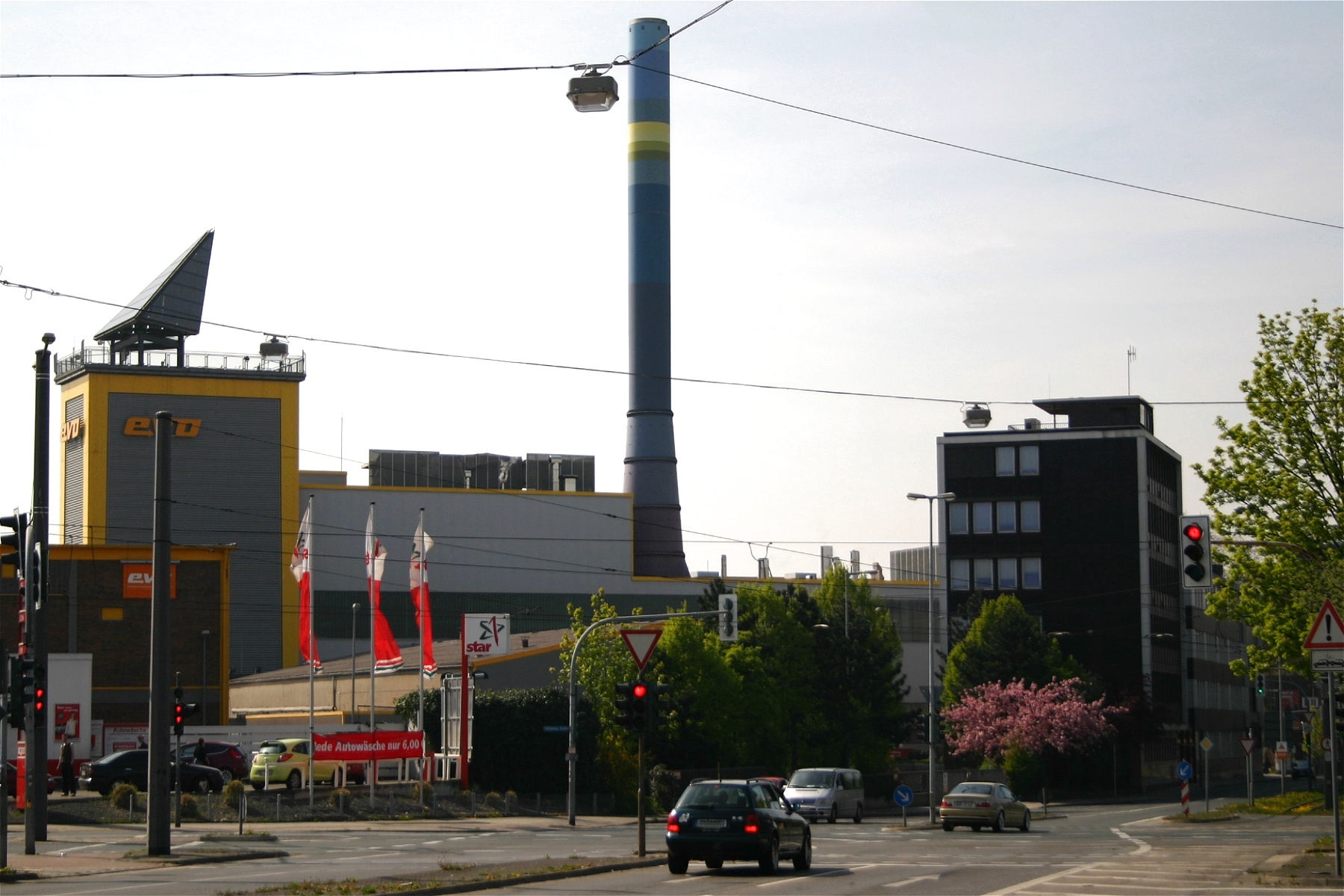
Gebäude der evo an der Ecke Mülheimer und Danziger Straße

Die Stadtwerke Oberhausen GmbH (STOAG) und die Westenergie AG sind jeweils zu 50 Prozent an der FSO GmbH & Co. KG (Fahrzeugservice Oberhausen) und jeweils zu 10 % am Grundkapital der evo beteiligt. Die restlichen Anteile von 80 Prozent werden von der FSO GmbH & Co. KG gehalten. Muttergesellschaft der Westenergie AG ist E.ON.
Die Oberhausener Netzgesellschaft mbH (bis 31. Dezember 2013: evo Energie-Netz GmbH) ist eine 100-prozentige Tochter der evo. Die Umbenennung der Gesellschaft erfolgte aufgrund von regulatorischen Vorgaben der Bundesnetzagentur (BNetzA).
Die Gasversorgung in Oberhausen begann im Jahr 1869 mit einer Zinkweißanlage und einem Zinkwalzwerk. Der Betreiber und die Stadt schließen 1867 einen Vertrag über die Benutzung der städtischen Straßen für das Rohrnetz des Gaswerkes, das für die beiden Werke verlegt werden soll. Im Juni 1898 unterrichtet Bürgermeister Otto Wippermann die Stadtverordneten über die Planungen der Eisenbahnverwaltung, den Bahnhof Oberhausen mit elektrischem Licht zu versorgen. Die Stromversorgung des Bahnhofes beginnt am 1. Januar 1901; am 1. Mai 1901 werden öffentliche Haushalte über das neue „Städtische Electricitaetswerk“ (heute: HKW 1 – Heizkraftwerk Alt-Oberhausen) mit Strom versorgt. Das sind die Anfänge der Energieversorgung in Oberhausen, aus der 1971 die evo hervorgegangen ist.

## Beteiligungen
Zusammen mit den Regionalversorgern Stadtwerke Duisburg, DEW21 und Energieversorgung Nordeifel wurde in der zweiten Jahreshälfte 2009 der Stromanbieter strasserauf mit dem Produkt „electricitaet“ gestartet. Der einzige Stromtarif, welcher nach eigenen Angaben nur aus Wasserkraft besteht, soll überregional verfügbar sein und vor allem junge und umweltbewusste Menschen ansprechen. 2012 stellte die strasserauf GmbH ihre Geschäftstätigkeit ein. Ihr Stromprodukt „strasserauf electricitaet“ wird seitdem von der evo weitergeführt und vertrieben.

## Tätigkeit
Die evo engagiert sich in vielen Bereichen in der Stadt Oberhausen, zum Beispiel im Umweltschutz. In den eigenen Kraftwerken erfolgt die Erzeugung von Strom und Fernwärme in einem Arbeitsschritt durch Kraft-Wärme-Kopplung. Das ist effektiv und umweltschonend. Außerdem wird Abwärme von der Müllverbrennungsanlage GMVA und der OQ Chemicals GmbH Werk Ruhrchemie für die Fernwärmeversorgung genutzt und somit Primärenergie eingespart und der Ausstoß von Kohlendioxid gesenkt.
Des Weiteren unterstützt die evo zahlreiche Projekte und Vereine aus den Bereichen Sport, Kultur und Soziales. Laut eigenen Angaben steht dabei die Förderung von Kindern und Jugendlichen besonders im Fokus. Daher bildet das Unternehmen nach wiederum eigener Angabe auch über Bedarf aus.